# Stade de la Beaujoire
O Stade de la Beaujoire (Nome Oficial: Stade Louis Fonteneau) é um estádio localizado em Nantes, na França. É a casa do time de futebol francês FC Nantes Atlantique.
Inaugurado em 8 de Maio de 1984 num amistoso entre o FC Nantes Atlantique e a Seleção Romena de Futebol, tinha capacidade para 52.923 torcedores. Atualmente, a capacidade máxima é de 38.285 espectadores.
Em 1989 foi rebatizado para Stade Louis Fonteneau, em homenagem ao Presidente do clube de 1969 até 1986, mas a maioria dos torcedores ainda chama pela nome original.
Recebeu partidas da Eurocopa de 1984 e da Copa do Mundo de 1998 (entre elas, o jogo Brasil e Dinamarca pelas Quartas de Final). Também foi uma das sedes da Copa do Mundo de Rugby de 2007.